# Помельников, Вячеслав Николаевич
Вячеслав Николаевич Помельников (род. 10 декабря 1947 года) - народный артист Российской Федерации (1995), заслуженный деятель искусств РСФСР (1989), композитор, дирижёр, баянист.

## Карьера
В 1966 году закончил Воронежское музыкальное училище,  а в 1971 году - Кишинёвский институт искусств имени Музыческу.  В 1974 году стажировался в ГМПИ имени Гнесиных.  В 1990-1993 годах учился в Петрозаводском филиале Ленинградской консерватории.
В 1974-1977 годах преподавал в Кишинёвском институте искусств.
С 1977 года преподаёт в Воронежской государственной академии искусств, с 1999 года — профессор.
В 1979-1981 годах — музыкальный руководитель. С 1983 по март 2008 и с 1 августа 2008 года по настоящее время — художественный руководитель Воронежского государственного русского народного хора.
Автор песен, обработок народных песен, сочинений для баяна, хора, оркестра русских народных инструментов.